# 2008年夏季奥林匹克运动会毛里塔尼亚代表团
2008年夏季奥林匹克运动会毛里塔尼亞代表团会参加2008年8月8日至24日在中国北京主办的第29届夏季奥运。

## 田徑
- Souleymane Chabal El Moctar
- Bounkou Camara